# 火炭鐵路大樓

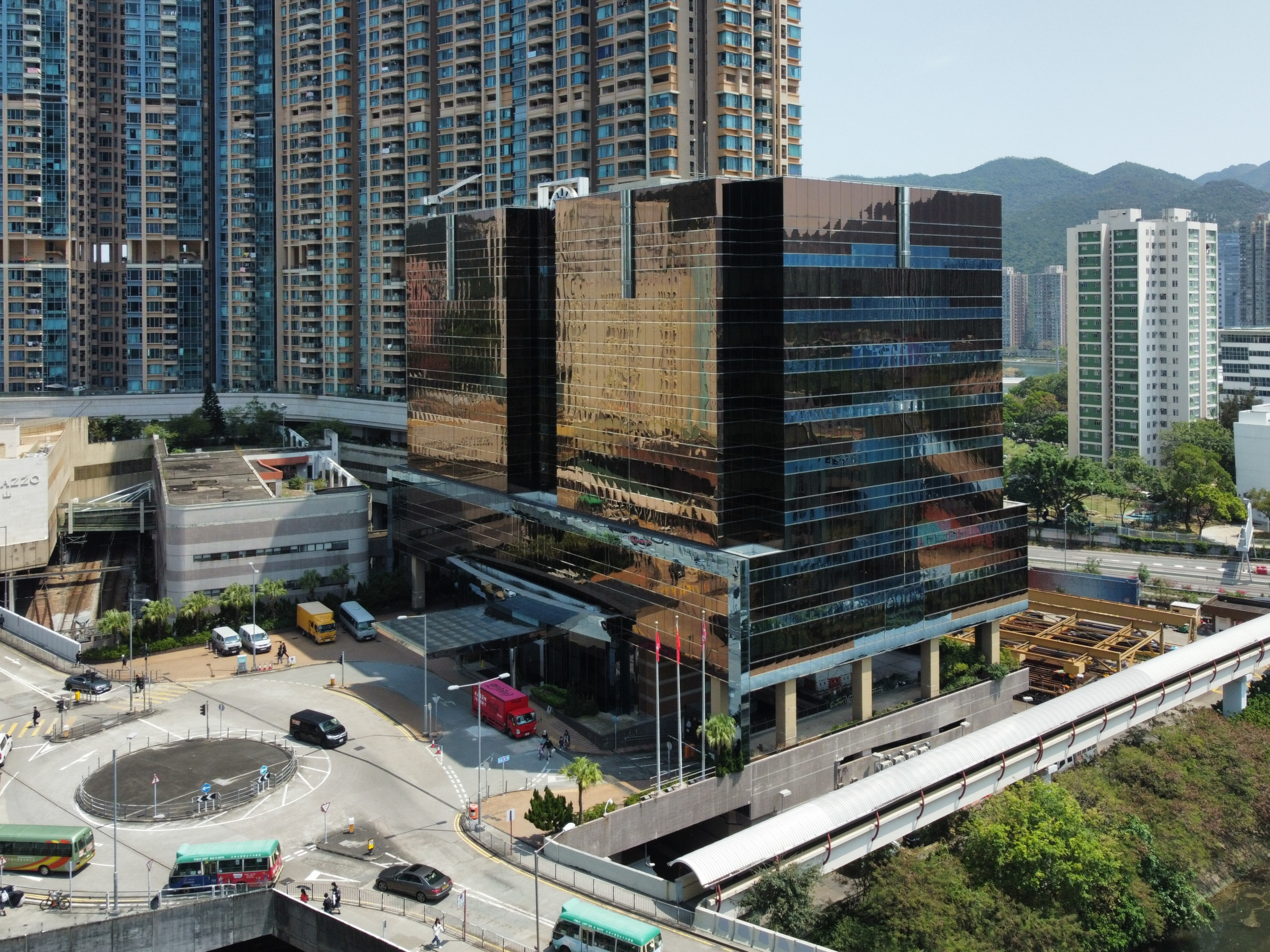
火炭鐵路大樓

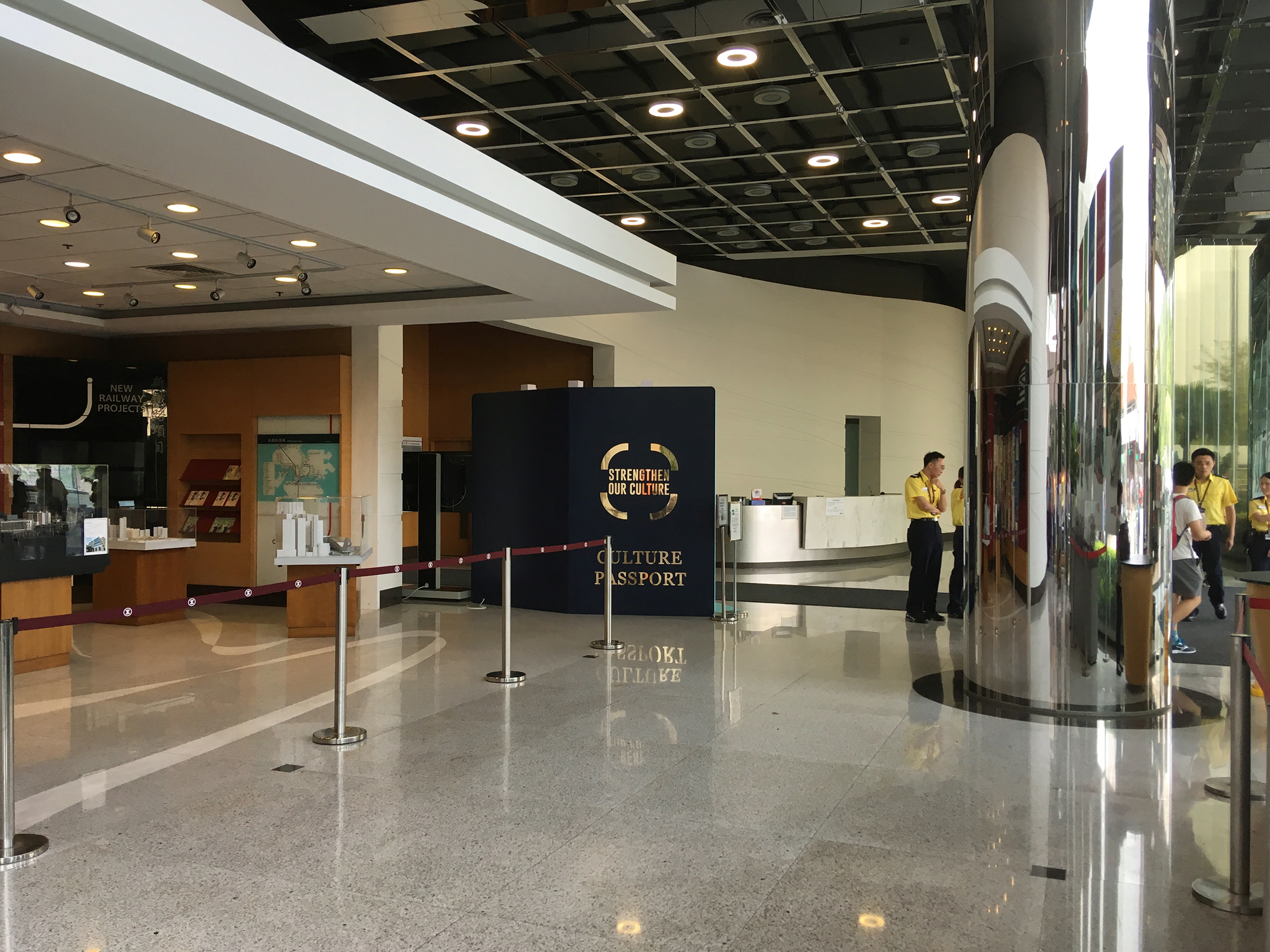
火炭鐵路大樓大堂

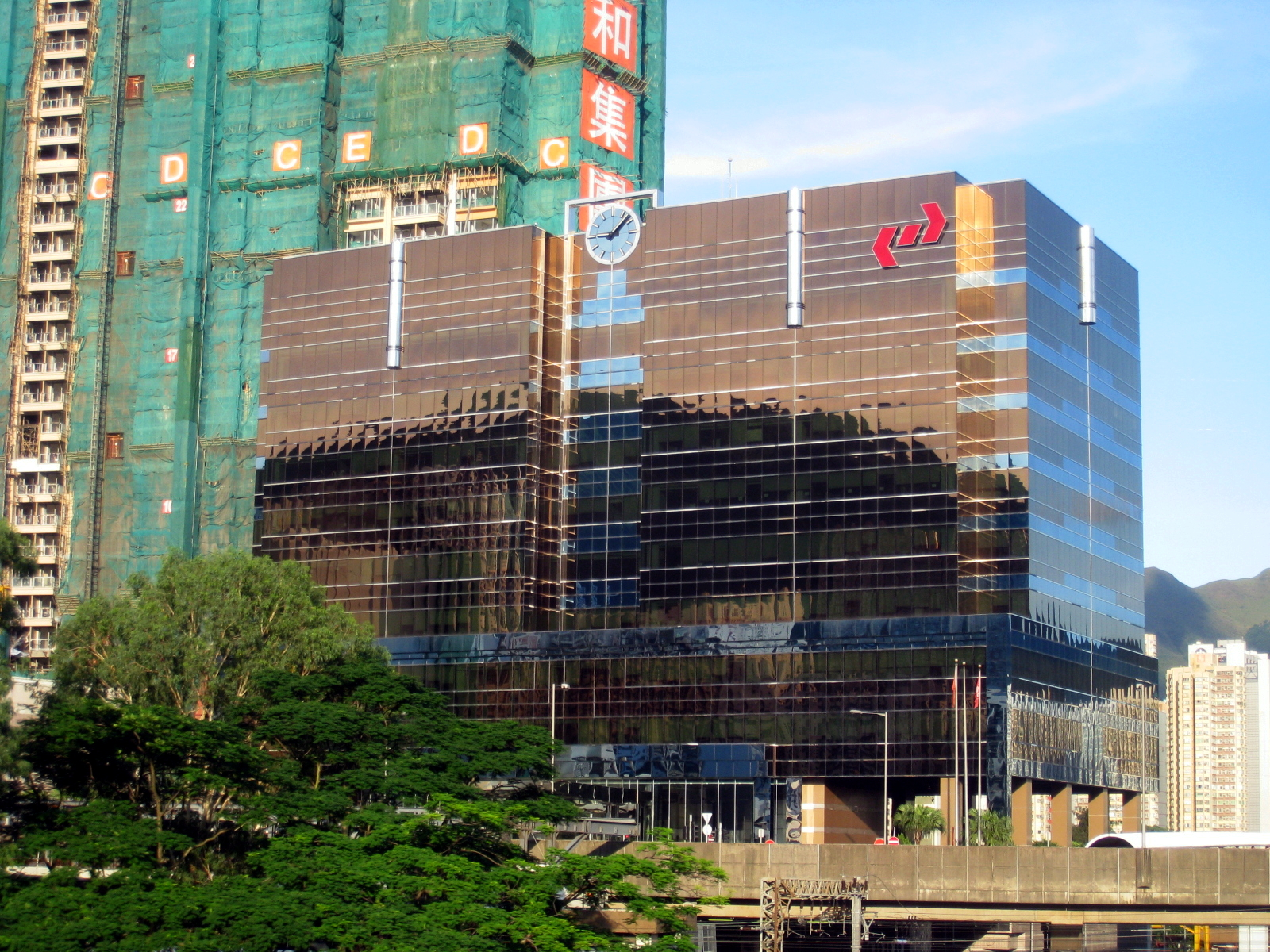
拆除九鐵標誌前的火炭鐵路大樓（2008年）

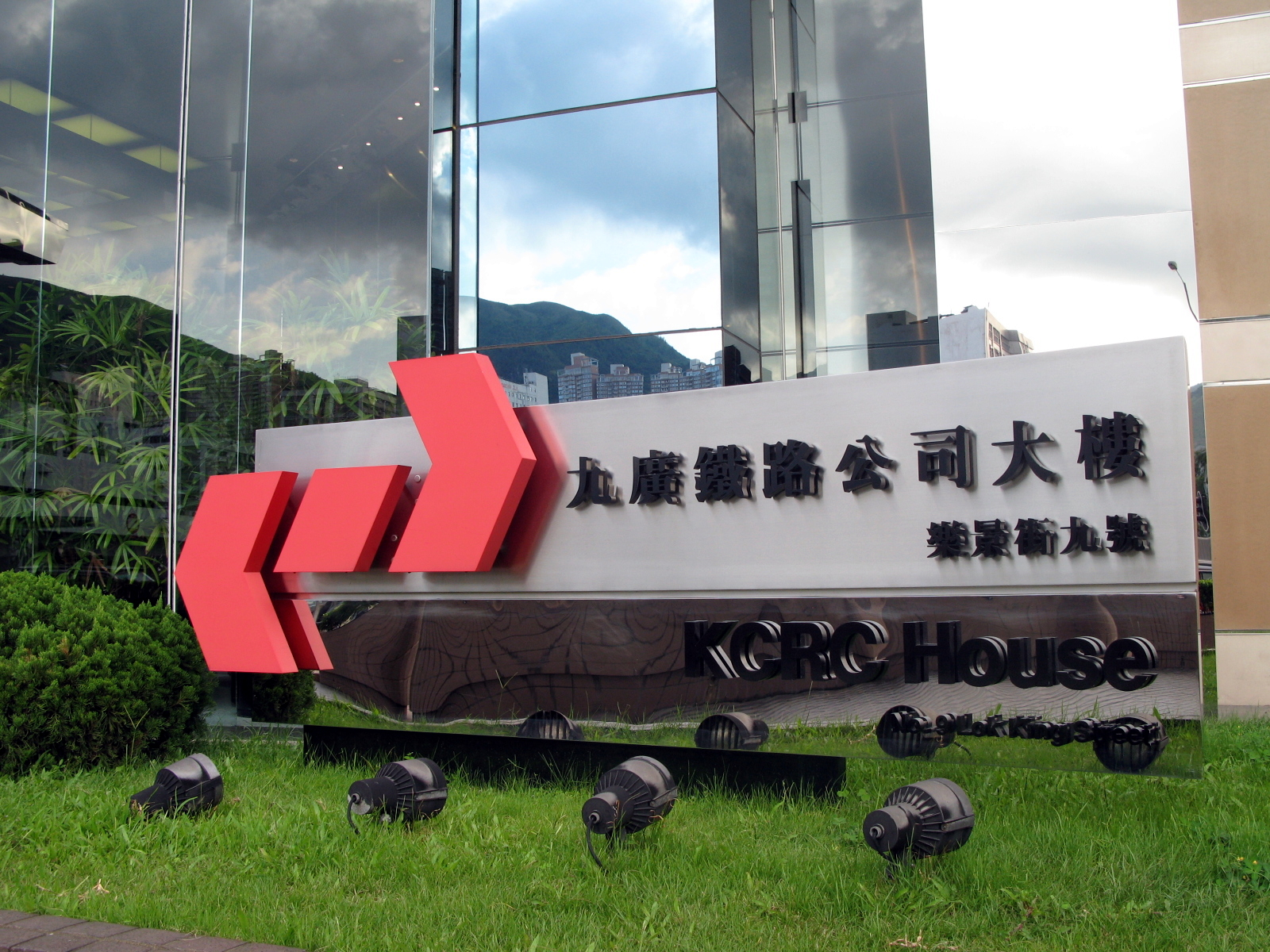
前九廣鐵路公司大樓入口標誌

火炭鐵路大樓（英語：Fo Tan Railway House）是香港鐵路有限公司（簡稱港鐵公司）辦公大廈之一，於1994年12月1日平頂，1995年4月27日落成啟用，位於香港新界沙田區火炭樂景街9號，佔地42,000平方米，為港鐵各工務部門所在地。

## 歷史
大樓為駿景園發展項目的一部分，由新鴻基地產為九鐵公司代建，落成時取代九廣鐵路大廈（即今連城廣場）成為九廣鐵路公司總部，稱為九廣鐵路公司大樓（英語：KCRC House）。
自1998年9月28日起，東鐵綫控制中心由紅磡站遷入大樓LG2及LG3層。其後，新建的馬鞍山綫亦由此中心負責調度。
2007年12月2日兩鐵合併後，該大樓主要作為港鐵公司各工務部門（包括鐵路保護及土地測量組）的辦公室，以及轄下電訊公司TraxComm的總辦事處，但九廣鐵路公司辦事處仍設於8樓。而舊有的車務控制中心則繼續運作，直至青衣站超級車務控制中心在2013年接管所有前九鐵重鐵路線為止。

## 建築
火炭鐵路大樓由劉榮廣伍振民建築師事務所設計，以3幢建築物組成：主體大樓、附屬大樓及物料儲存倉。面向樂景街的主體大樓高11層，總樓樓面12,000平方米，集合了九廣鐵路公司各部門的辦事處。附屬大樓在主體大樓之右方，樓高3層，設有基建及樓宇服務處工場及辦事處、員工餐廳及港鐵康樂會火炭會所，並有天橋接駁御龍山商場。3幢大樓總樓樓面面積達27,000平方米。
物料儲存倉樓高2層，作存放路軌，車廂、火車的配件之用，此大樓並延展出來成一擁有自動化焊接工場及車軌台架等輔助設備之車庫。
主體大樓是以空間盡用為原則的智慧型大廈，所以大樓採用了當時開始常見的抬升地台（Raised floor），即在每層地板下鋪設了光纖電線等先進設備以供配合使用。而且，本大樓是香港少數全鋼結構建築。

## 主體建築物樓層分佈（兩鐵合併前）[9]
- 8樓-主席暨（及）行政總裁等高層辦公室、庫務處、合約事務、中國事務處、九廣鐵路辦公室（品管事務處曾設於此，後併入公司訓練及發展處）
- 7樓-行政部（A室）、公司公共事務處（B室）、公司行政保安處、財務及物料供應處、審計處
- 6樓-品管及組織發展處（前稱公司訓練及發展處）、公司發展部、東鐵巴士營運部
- 5樓-東鐵部（樓宇工程科、貨運處）
- 4樓-東鐵部（基建工程科）、東鐵支線公共事務科（409室）
- 3樓-東鐵部（客運處、物料科、城際直通車辦事處、鐵路總監辦事處）、人事處、業務分析處
- 2樓-公司訓練中心（附設學習資源中心（207-210室）、可容納145人的演講廳）
- 1樓-資訊科技服務處
- 地下（樂景街入口）-大堂接待處、保安中心、通行證辦事處、空中花園
- LG1樓-停車場
- LG2樓及LG3樓（地面）-變電站及電掣房、何東樓車廠零件庫、控制中心、訊號系統機房

## 交通
港鐵：
- █  東鐵綫：火炭站A出口

港鐵公司於平日辦公時間，設有員工穿梭巴士接載員工及承辦商，由火炭鐵路大樓來往九龍灣港鐵總部大樓，班次為每小時一班。